# Abiosis
Abiosis var et britisk dødsmetal band der blev dannet i Vest Yorkshire i 1990. Samme år udgav gruppen selv en demo ved navn Noxious Emanation, der indeholdt tre spor. Dette var den eneste officielle udgivelse fra Abiosis, inden de brød op senere i 1990. Andrew Craighan og Rick Miah var efterfølgende samme år, med til at danne det britiske death/doom metal band My Dying Bride

## Sidst kendte medlemmer
- Darren Dickinson – Vokal
- Paul Evans – Guitar
- Andrew Craighan – Guitar
- Rick Miah – Trommer

## Diskografi
- 1990: Noxious Emanation (Demo)